# Lijst van voetbalinterlands Barbados - Bermuda (vrouwen)
Deze lijst van voetbalinterlands is een overzicht van alle officiële voetbalinterlands tussen de nationale vrouwenteams van Barbados en Bermuda. De landen hebben tot nu toe drie keer tegen elkaar gespeeld.

## Wedstrijden
| № | Plaats     | Datum           | Competitie                                       | Wedstrijd          | Uitslag |
| - | ---------- | --------------- | ------------------------------------------------ | ------------------ | ------- |
| 1 | Leonora    | 25 mei 2018     | Noord-Amerikaans kampioenschap 2018 kwalificatie | Bermuda − Barbados | 3 − 2   |
| 2 | Bridgetown | 27 oktober 2023 | CONCACAF W Gold Cup 2024 kwalificatie            | Barbados − Bermuda | 1 − 1   |
| 3 | Hamilton   | 31 oktober 2023 | CONCACAF W Gold Cup 2024 kwalificatie            | Bermuda − Barbados | 4 − 2   |

## Samenvatting
| Competitie                                  | Totaal gespeeld | Winst Barbados | Gelijk | Winst Bermuda | Doelsaldo Barbados – Bermuda |
| ------------------------------------------- | --------------- | -------------- | ------ | ------------- | ---------------------------- |
| Noord-Amerikaans kampioenschap kwalificatie | 1               | 0              | 0      | 1             | 2 − 3                        |
| CONCACAF W Gold Cup kwalificatie            | 2               | 0              | 1      | 1             | 3 − 5                        |
| Totaal                                      | 3               | 0              | 1      | 2             | 5 − 8                        |